# 玛利亚·皮亚皇后号铁甲舰
“玛丽亚·皮亚皇后”号铁甲舰（Regina Maria Pia）是19世纪60年代意大利皇家海军在由法国造船厂建造的玛利亚·皮亚皇后级铁甲舰首舰。本舰级建成时都是船旁列炮铁甲舰，在舷侧装备有4门8英寸（203）和22门164（6.5英寸）炮。本舰于1862年7月开始铺设龙骨，1863年4月下水，并于1864年4月竣工。
1866年第三次意大利独立战争期间，“玛利亚·皮亚皇后”号参加了利萨海战。该舰在战斗中攻击了奥地利第二分舰队的无装甲巡航舰，并重伤了其中两艘。由于利萨战役的失败，战后意大利海军预算大幅削减，加上更现代的铁甲舰的出现，“玛利亚·皮亚皇后”号的后期服役生涯受到了限制。在利萨海战之后的某个时间，本舰被改造为中央炮房舰，并在1880年代后期再次进行了现代化改造。“玛利亚·皮亚皇后”号最终在1904年被报废并拆解。

## 设计

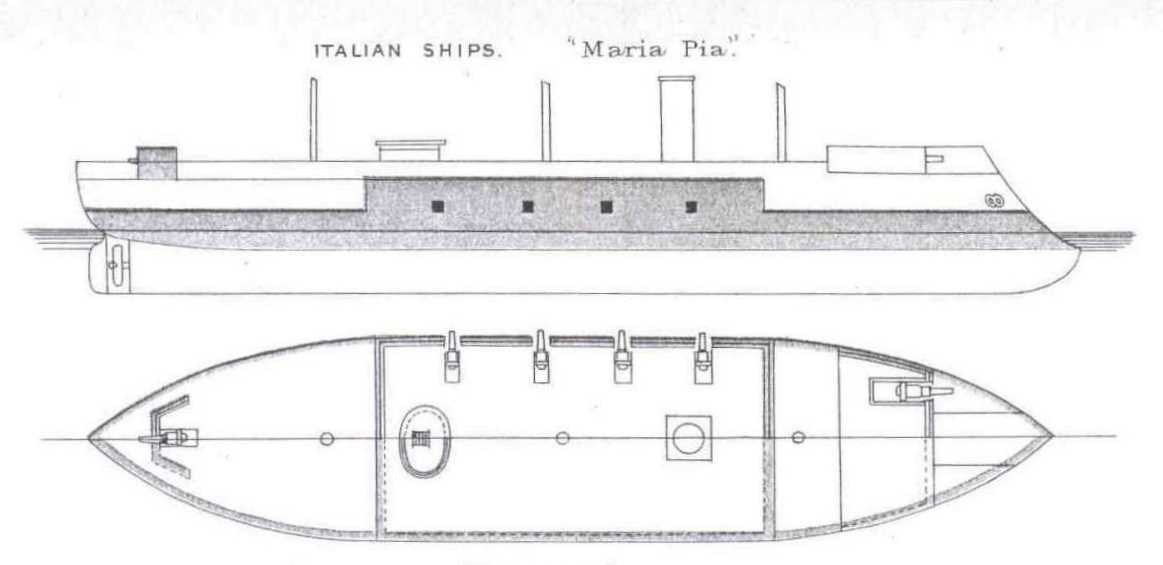
“玛利亚·皮亚皇后”号1888年配置下的侧视图和俯视图

“玛利亚·皮亚皇后”号全长81.2（266英尺5英寸），舷宽15.24（50英尺），平均吃水深度6.35（20英尺10英寸）。通常负载情况下，本舰的排水量为4,201長噸（4,268公噸），满负荷时可达4,527長噸（4,600公噸）。本舰在後傾船首的水线下部装设有一具撞角。舰上通常配备有480至485名军官和水手。
本舰的推进系统由一台单胀蒸汽机组成，驱动一具单螺旋桨。蒸汽由8座矩形燃煤火管锅炉提供，这些锅炉通过一个烟囱排烟。舰载发动机可输出2,924匹指示馬力（2,180千瓦特）功率，使其最高速度达到12.96節（24.00每小時；14.91英里每小時）。在10節（19每小時；12英里每小時）航速下，“玛利亚·皮亚皇后”号可以续航2,600海里（4,800；3,000英里）。建成初期，舰上装有纵帆以辅助蒸汽动力，后来简化为三桅帆装。最终本舰的帆装被撤除，取而代之的是两根带有战斗桅楼的战斗桅。
“玛利亚·皮亚皇后”号是一艘船旁列炮铁甲舰，最初装备有4门8英寸（203）炮和22门164（6.5英寸）炮组成的主炮组。不过在整个服役生涯中，舰载武装都一直在做调整。舰体整个侧面都由4.75英寸（121）厚的铁质水线装甲带防护。炮台甲板则由4.3英寸（109）厚的铁板防护。

## 服役历史
“玛利亚·皮亚皇后”号由位于法国拉塞恩的地中海新锻造及造船公司建造。该舰龙骨于1862年7月22日铺设，完工的舰体于1863年4月28日下水，并在1864年4月17日建造完成交付给意大利舰队。1866年6月，第三次意大利独立战争在意大利与奥地利帝国之间爆发，普奥战争也同时爆发。尽管奥地利舰队比意大利舰队在实力上要弱得多，意大利舰队指挥官海军上将卡洛·佩利翁·德·佩尔萨诺在战争最初阶段还是采取了谨慎的行动方针，不愿冒险与奥地利海军直接交战。佩尔萨诺声称他只是在等待从英国建造完成返回意大利本土途中的新式装甲冲角舰“铅锤”号，但他的不作为大大削弱了舰队的士气，他的许多下属公开指责其懦弱的做法。
1866年6月27日，奥地利海军少将威廉·冯·特格特霍夫率领奥地利舰队抵达安科纳，以试图引开意大利方面的注意力。当时，许多意大利舰只的整备都处于混乱状态。部分舰只的武器装备并不齐全，另有几艘舰的动力系统出现了问题。此时“玛利亚·皮亚皇后”号是少数具备战斗力的意大利铁甲舰之一。因此该舰与“卡斯特尔菲达多”号、“圣马蒂诺”号以及“卡里尼亚诺王子”号集结起来，准备对抗特格特霍夫的舰队。佩尔萨诺在“卡里尼亚诺王子”号上召开了一次军事会议以决定是否出兵与特格特霍夫交战。然而此时特格特霍夫已经从安科纳撤退，这使得佩尔萨诺的决定变得毫无意义。时任意大利海军部长阿戈斯蒂诺·德普雷蒂斯敦促佩尔萨诺采取有效行动并建议他主动出击占领利萨岛以帮助意大利军队内部在库斯托扎战役中失利后恢复军心。于是佩尔萨诺在7月7日离开安科纳在亚得里亚海域进行了一次徒劳无获的扫荡行动并最终于13日返回。

### 利萨战役

显示1866年7月20日利萨海战中两军舰队部署情况的地图

1866年7月16日，佩尔萨诺率领意大利舰队离开安科纳并于18日抵达利萨岛，随队还有装载3000名士兵的运载船。意大利方面以军舰对奥地利在岛上的要塞进行炮击，意图在要塞被压制后让士兵登陆。作为回应，奥地利海军派出特格特霍夫率领的舰队攻击意大利舰只。此时的“玛利亚·皮亚皇后”号隶属于第三总队，由奥古斯托·里博蒂上校指挥，同舰队还有铁甲舰“可畏”号、“强大”号、“葡萄牙国王”号，以及岸防舰“瓦雷泽”号。18日，意大利军队对奥地利堡垒进行炮击，但未获成功，随后于当天晚些时候撤退，准备于第二天早上再次发动进攻。佩尔萨诺派出大部分舰船轰炸维斯，但未能成功登陆。
7月19日早上，佩尔萨诺下令再次发动攻击；四艘铁甲舰强行突破维斯港的防御，而“玛利亚·皮亚皇后”号和舰队的其余部分将试图压制外部防御工事。第二次进攻也失败了，但佩尔萨诺决定第二天进行第三次尝试。包括“玛利亚·皮亚皇后”号在内的大部分意大利舰只再次试图摧毁外部堡垒，为登陆做准备。包括“玛利亚·皮亚皇后”号在内的大部分意大利舰只再次试图摧毁外部堡垒，为登陆做准备。但在意大利舰队发起进攻之前，通信船“探险”号传来了特格特霍夫舰队逼近的消息，这引发了佩尔萨诺舰队的一片混乱。第一总队指挥官乔瓦尼·瓦卡海军上将旗下的三艘舰船位于佩尔萨诺主力舰队东北三英里处，另外三艘铁甲舰则位于更远的西边。佩尔萨诺立即命令他的舰队与瓦卡的舰只编组，先排成并列一字编队，然后排成一路纵队前进。“玛利亚·皮亚皇后”号本是意大利舰队战列线中的最后一艘舰，不过“瓦雷泽”号后来也跟在了它后面。
在行动开始前不久，佩尔萨诺离开了他的旗舰“意大利国王”号，并转移到“铅锤”号，然而在其他舰上的指挥官都不知道这一变化。因此，意大利舰队中的舰只开始各自为战。更危险的是，由于佩尔萨诺命令“意大利国王”号停船，导致了在瓦卡的第一总队三艘舰与后面战列线的其余舰只之间形成了一个很明显的缺口。特格特霍夫率领他的舰队穿过瓦卡和与佩尔萨诺的舰船之间的空隙，试图发动混战，但他在第一次通过时未能撞击到意大利舰船。随后，奥地利舰队转向佩尔萨诺的舰队，并猛烈地炮击“意大利国王”号、“圣马蒂诺”号和“帕莱斯特罗”号。奥地利舰队很快就对“意大利国王”号和“帕莱斯特罗”号造成了严重损害。当特格特霍夫的铁甲舰队攻击佩尔萨诺舰队时，里博蒂旗下包括“玛利亚·皮亚皇后”号在内的意大利舰队第三总队舰只，与安东·冯·佩茨旗下的奥地利舰队无装甲蒸汽巡航舰队交战。在混战中，“玛利亚·皮亚皇后”号与“圣马蒂诺”号相撞，撞坏了后者的撞角。
“帕莱斯特罗”号撤退后，奥地利铁甲舰队把注意力转向里博蒂旗下第三总队的舰只。此时，“意大利国王”号已经被撞沉，“帕莱斯特罗”号正在熊熊燃烧。佩尔萨诺为了整合他的部队而中断了战斗，但由于舰船煤炭和弹药不足，船员士气低落，他那半心半意的攻击尝试未能使舰队重振旗鼓。意大利舰队于是开始撤退，奥地利舰队随之追击。当夜幕降临时，对峙双方舰队完全脱离战斗，分别驶向安科纳和普拉。“玛利亚·皮亚皇后”号的一块铁板被毁，另一块铁板上嵌入了一颗钢弹。舰体被严重烧伤，火焰几乎蔓延到弹药库。而相对的，玛利亚·皮亚皇后”号击伤了了奥地利风帆战列舰“国王”号以及铁甲舰“欧根亲王”号。战斗结束后，佩尔萨诺被乔瓦尼·瓦卡海军上将接替，后者接到命令攻击奥地利在普拉的主要海军基地，但是在正式行动开始之前战争就结束了。

### 后期服役

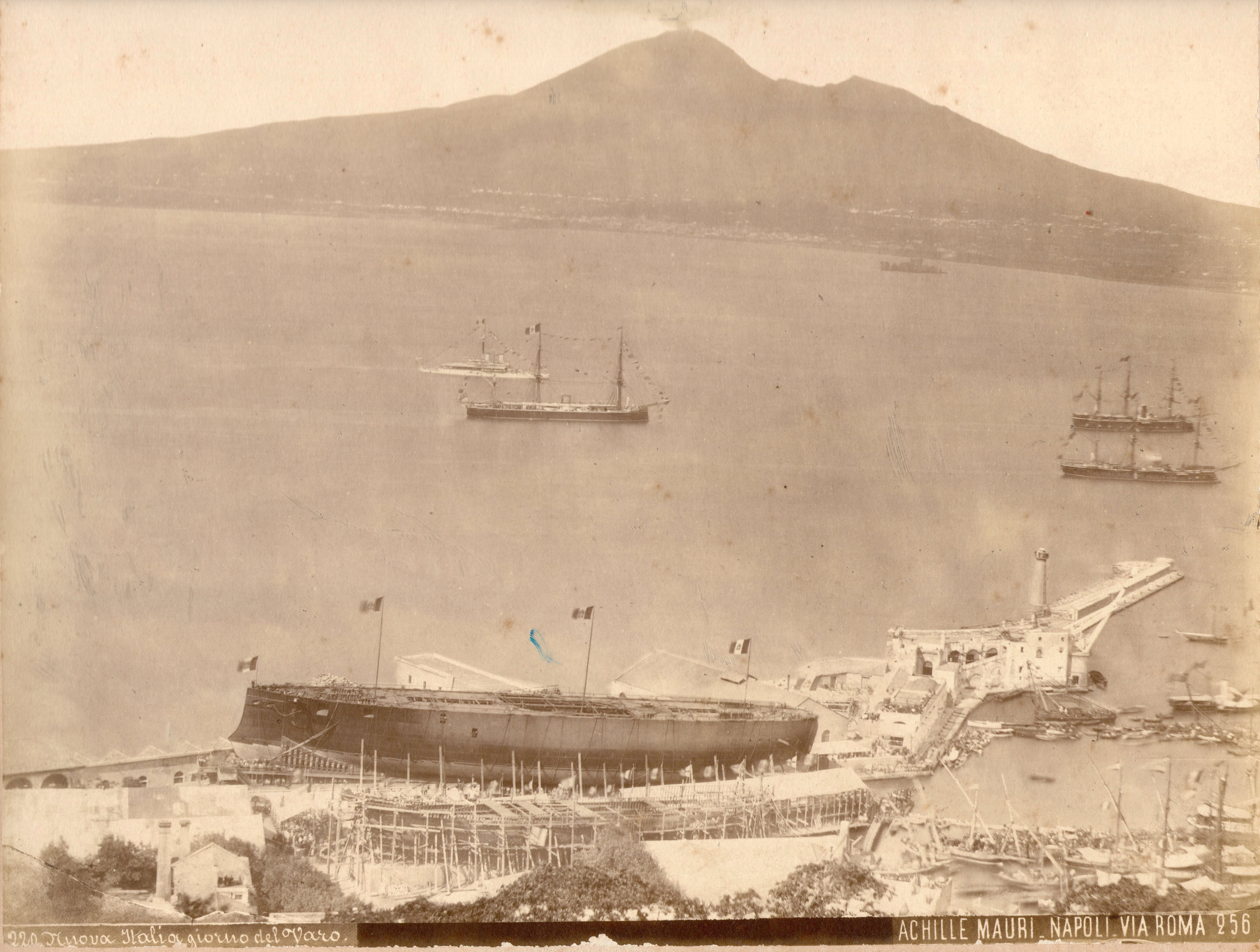
1880年，“玛利亚·皮亚皇后”号（背景右侧）出席意大利铁甲舰的下水仪式。在场的其他舰船包括意大利的和英国的与（背景中央）

在“玛利亚·皮亚皇后”号漫长的服役生涯中曾担任过各种各样的职务，既包括主力舰队，也包括意大利殖民帝国旗下舰队。利萨战役失败后意大利政府对海军舰队的作用失去了信心，并大幅削减了海军预算。由于预算削减严重，导致在1870年9月意大利统一战争中，海军在调动其铁甲舰队进攻奇维塔韦基亚时遇到了极大的困难。相反的是，很多舰只被搁置起来，被征召来当船员的水手也被遣送回家。1866年后，“玛利亚·皮亚皇后”号被改建为中央炮房舰，大部分火炮都位于中央的装甲炮廓内。另外两门炮安装在舰首作为追击炮，第三门炮安装在舰尾作为尾炮。同时，舰首改为两门220（8.7英寸）炮，两舷侧各安装4门8英寸炮，另有一门8英寸炮位于舰尾。
至1871年10月，“玛利亚·皮亚皇后”号及其姊妹舰“卡斯特尔菲达多”号、“圣马蒂诺”号、“铅锤”号，以及新造的铁甲舰“罗马”号一起驻扎在拉斯佩齐亚。1876年5月萨洛尼卡事件期间，为了应对法国和德国领事在该市被杀的事件，“玛利亚·皮亚皇后”号作为国际舰队的一员集结在塞萨洛尼基。1880年9月29日，“玛利亚·皮亚皇后”号参加了意大利铁甲舰“意大利”号的下水仪式。同时在场的还有意大利铁甲舰“阿玛迪奥王子”号、国王翁贝托一世乘坐的游艇，以及地中海舰队的英国铁甲舰“君主”号和“雷神”号。
1888年至1890年间，“玛利亚·皮亚皇后”号的三桅帆索具被替换为战斗桅。此时，该舰也已经在炮廓内重新装备了8门6英寸（150）炮，以及几门较小的炮用于近距离鱼雷艇。其中包括5门120（4.7英寸）速射炮、4门57（2.2英寸）速射炮以及8门37（1.5英寸）哈乞开斯转轮炮。此外，舰上还配备了三具鱼雷发射管。1895年，“玛利亚·皮亚皇后”号被指派为拉斯佩齐亚的港口警卫舰。最终该舰于1904年被从海军名册中除籍，随后被拆解报废。

## 脚注

### 引文
1. ↑  全国科学技术名词审定委员会 (2019)，第68頁.
2. ↑  张恩东 (2018)，第234頁.
3. 1 2  陈悦 (2015)，第234頁.
4. ↑  李昊 (2020)，第15頁.
5. ↑  马幼垣 (2013)，第68頁.
6. ↑  张黎源 (2020)，第222頁.
7. ↑  张恩东 (2018)，第1頁.
8. ↑  李昊 (2020)，第57頁.
9. 1 2 3 4 5 6 7  Fraccaroli (1979)，第339頁.
10. ↑  《英汉舰船科技词汇》编辑组 (1975)，第675頁.
11. ↑  中国科学院编译出版委员会名词室 (1963)，第234頁.
12. ↑  Sondhaus (1994)，第1頁.
13. ↑  Greene & Massignani (1998)，第217–222頁.
14. ↑  Wilson (1896)，第216–218頁.
15. ↑  Sondhaus (1994)，第1–2頁.
16. ↑  Wilson (1896)，第219–220頁.
17. ↑  大连海运学院《英汉航海词典》编写组 (1980)，第171頁.
18. ↑  申秋元, 姚剑华 & 程新平 (2022)，第270頁.
19. ↑  Wilson (1896)，第222–225, 232頁.
20. ↑  Wilson (1896)，第223–225, 231–233頁.
21. ↑  Wilson (1896)，第233–238, 247頁.
22. ↑  Wilson (1896)，第238–245, 250頁.
23. ↑  Ordovini, Petronio & Sullivan (2014)，第343頁.
24. ↑  Wilson (1896)，第251頁.
25. ↑  Ordovini, Petronio & Sullivan (2014)，第343–344頁.
26. ↑  Fraccaroli (1979)，第336頁.
27. ↑  Dupont (1872)，第424–425頁.
28. ↑  Torunoğlu, Berke. : 67. 2009  [2024-06-13]. （原始内容存档于2019-12-08）.
29. ↑  Fitzgerald (1897)，第138頁.
30. ↑  Garbett (1895)，第89頁.

## 期刊来源
- Dupont, Paul (编).  [Notes on the Navy and Military Ports of Italy]. La Revue Maritime et Coloniale (Paris: Imprimerie Administrative de Paul Dupont). 1872, XXXII: 415–430 （法语）.
- Garbett, H. (编). . Journal of the Royal United Service Institution (London: J. J. Keliher & Co.). 1895, XXXIX (203): 81–110. OCLC 8007941.
- Ordovini, Aldo F.; Petronio, Fulvio; Sullivan, David M. . Warship International. Vol. 51 no. 4. December 2014: 323–360. ISSN 0043-0374.